# 南いよ風景かいどう

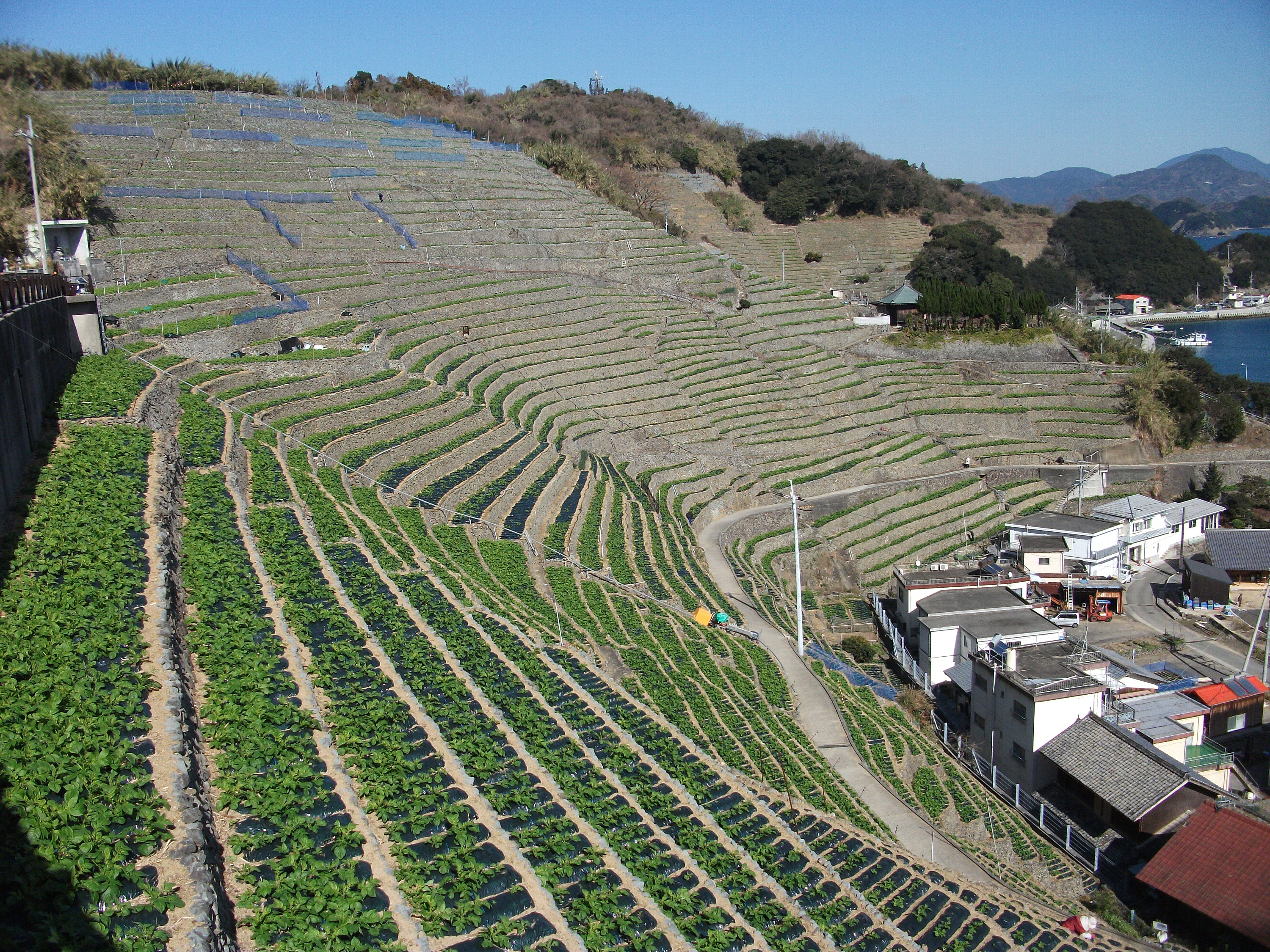
南いよ風景 遊子水荷浦の段畑

南いよ風景かいどう（みなみいよふうけいかいどう）は、愛媛県南西部の南予エリア（宇和島市・鬼北町・松野町・愛南町）の4市町から構成されている日本風景街道のひとつで、この場合の街道とは特定の道を指す物ではなく、その地域ならではの自然・文化を活かし、景観の向上・地域活性化・観光振興などを行うとりくみのこと。南伊予の豊かな自然風景、1000年以上にわたる遍路文化によって培われた「お接待の心」などの風土を次世代に継承することを目的とする。

## 概要

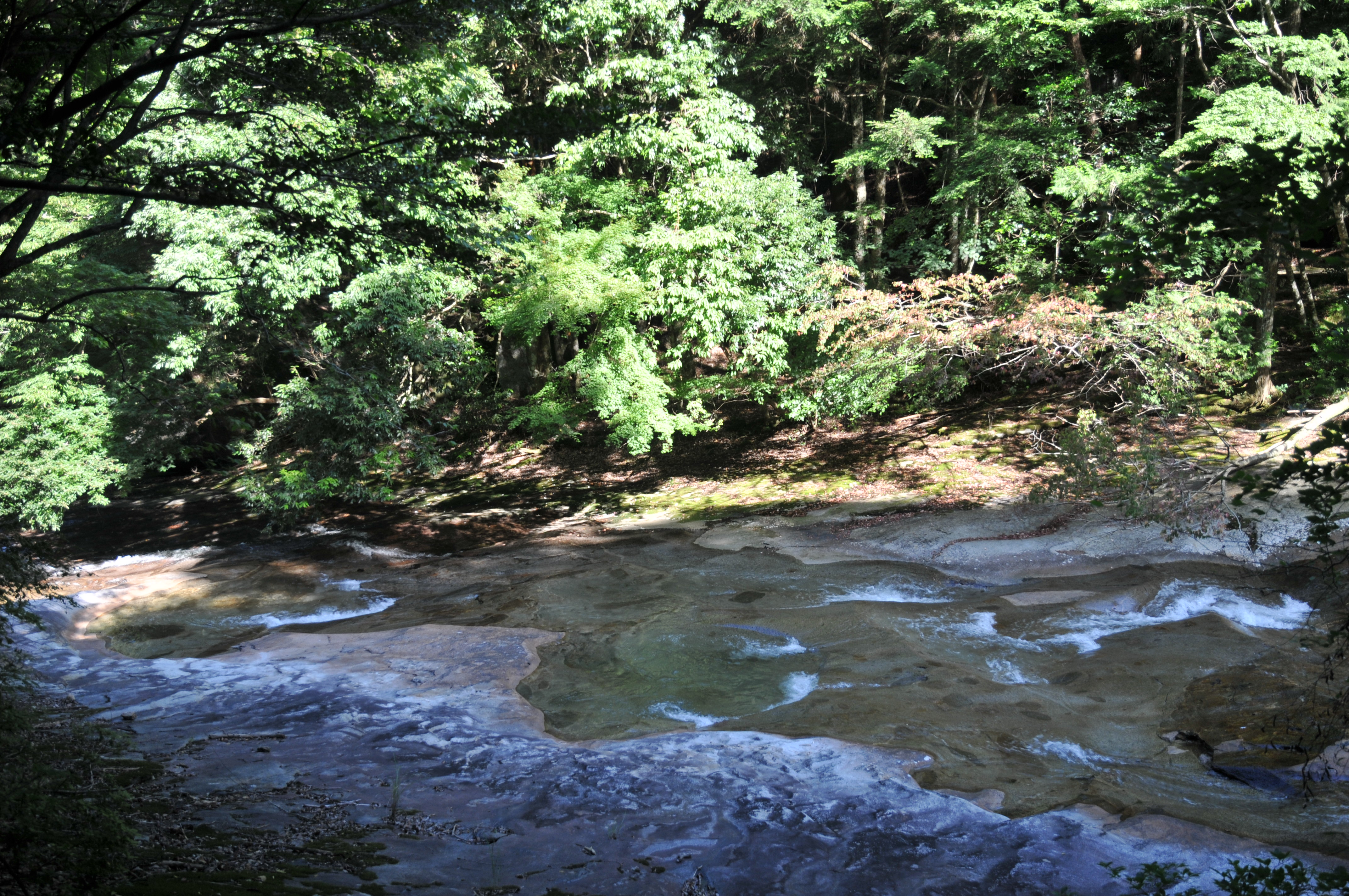
滑床渓谷

「南いよ風景かいどう」は、2007年（平成19年）11月、国土交通省の日本風景街道に登録されたもので、2015年現在、四国に15ある風景街道のひとつ。国道56号・国道320号・国道381号・愛媛県道8号線・愛媛県道293号線・愛媛県道345号線を中心とした、宇和島市・鬼北町・松野町・愛南町の地域。宇和海リアス式海岸や南予アルプス（鬼ヶ城山系）などの自然のほか、遊子水荷浦の段畑や街道灯籠祭りなどが見所。活動主体は「南伊予みち風景会議」風景街道部会。

## 沿道の見所
宇和島市エリア
- 遊子水荷浦の段畑
- 岩松の町並は、旧津島町の岩松地区において伊達藩の時代から昭和初期にかけて港町として栄えた[1]、酒蔵などの往時の建造物がのこる地域のこと。

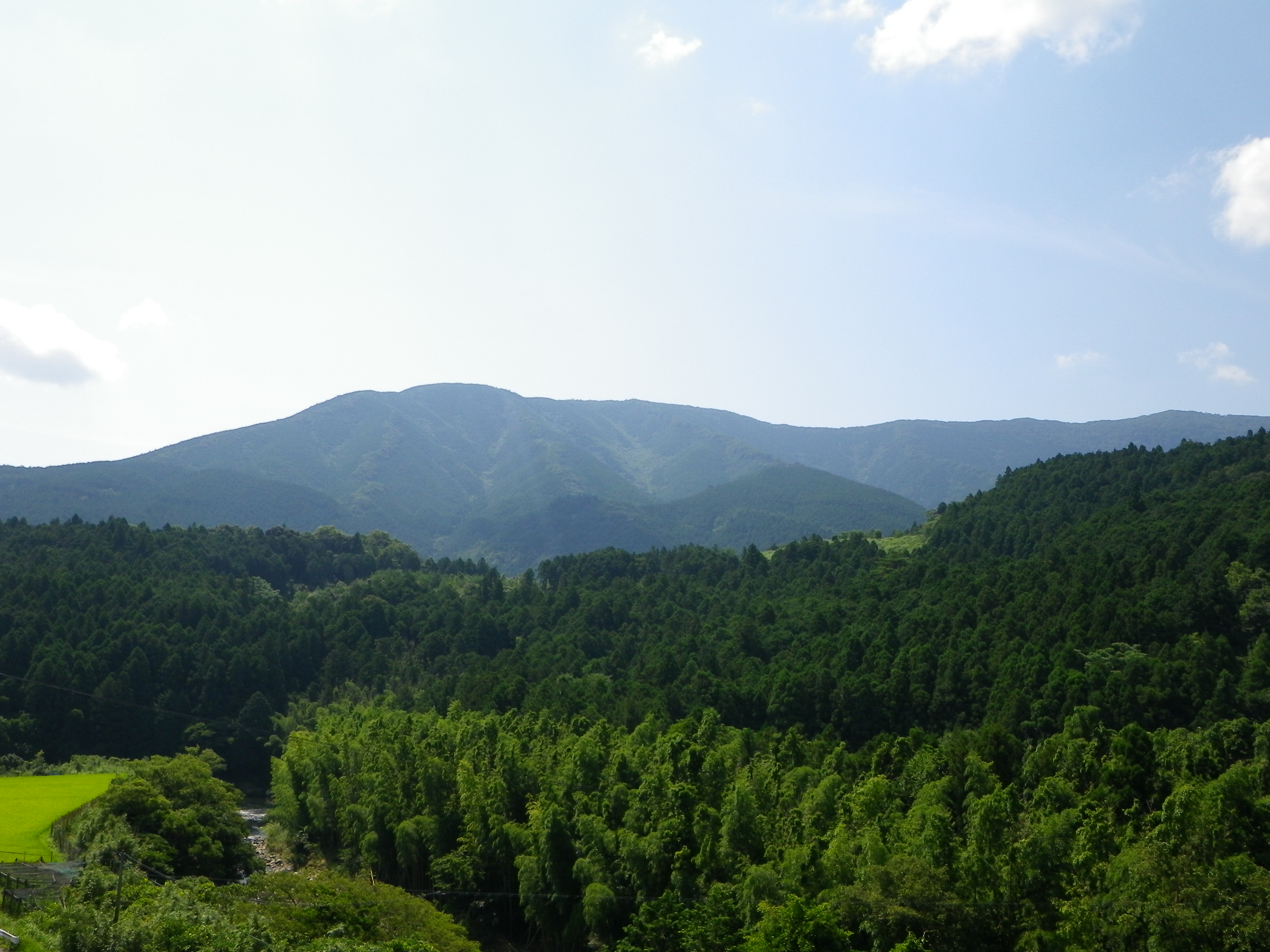
篠山

松野町エリア
- 滑床渓谷

愛南町エリア
- 篠山
- 西海海中公園[1]

## 沿道の行事
- 街道灯籠祭り愛南「酒蔵の道をゆく」「海街道をゆく」「山街道をゆく」
  - 2007年から始まった。愛南町内の3地区に手作りの灯籠を設置し、地域の風景を再発見するのが目的。[2]
  - 2012年は7月14日愛南町蓮乗寺川・小西酒造場酒蔵周辺、8月18日南レク御荘公園横僧都川河口、9月8日山出・僧都地区で開催。[3]
  - 2013年は7月13日愛南町蓮乗寺川・小西酒造場酒蔵周辺、8月21日南レク御荘公園横僧都川河口、9月14日山出・僧都地区で開催。
  - 2014年は7月12日愛南町蓮乗寺川・小西酒造場酒蔵周辺、8月21日愛南町御荘観自在寺、9月13日山出・僧都地区で開催。[4]
  - 2015年は7月11日愛南町蓮乗寺川・小西酒造場酒蔵周辺、8月21日愛南町御荘観自在寺、9月12日山出・僧都地区で開催。

- 遊子水荷浦段畑ライトアップ

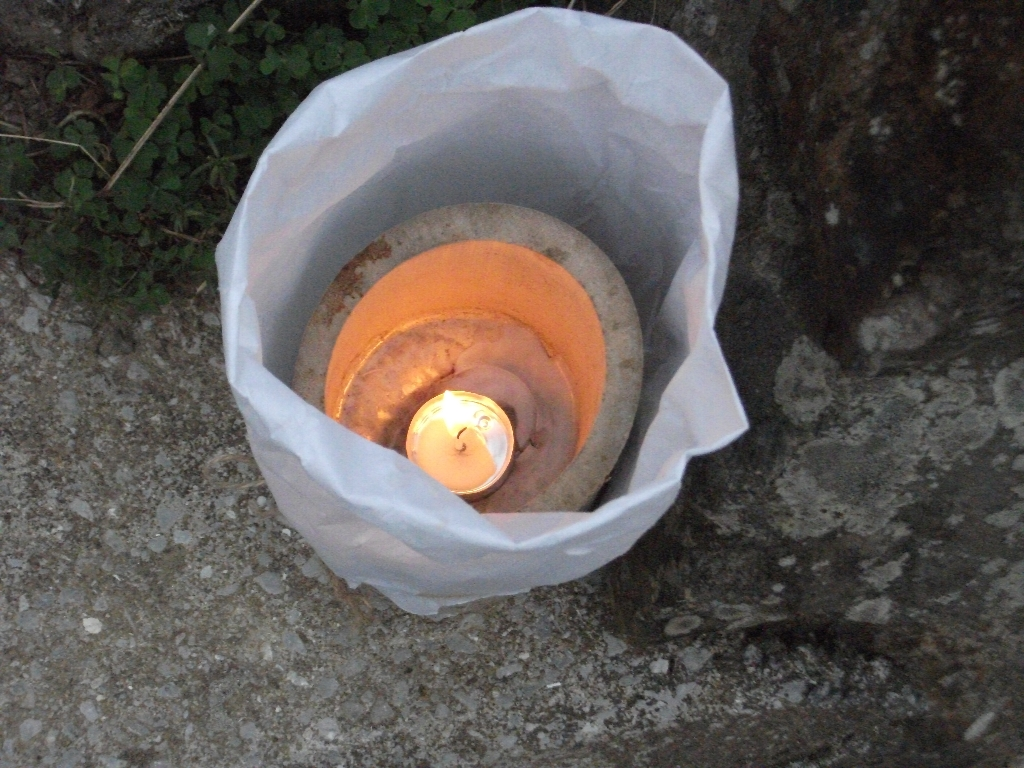
灯ろう

  - 2006年から始まった。竹とロウソクの手作り行灯によるライトアップ。
  - 2012年は8月4日から19日まで開催。今年はサーチライトによるライトアップ。[5]
  - 2014年は8月2日開催[6]。
  - 2015年は8月8日開催[7]。
- トレッキング・ザ・空海あいなん
  - 1998年から始まった癒しの道へんろ道を歩くイベント。2006年より現在の名称で開催[8]。2008年には、国土交通省より手づくり郷土賞を受賞している[9]。
  - 2014年は11月29と30日に実施[10]。コースは、松尾越えコース10キロ、一本松里の道コース11キロ、宿毛・愛南の道コース21キロの3コース。

- 岩松行灯回廊
  - 2006年から始まった。町並みに設置する灯籠を各家々で保管し、その灯籠を各家庭が設置して点灯する。夕涼みと町散策が目的。[11]

- 蛍の畦道ライトアップ
  - 2006年から始まった。目黒の里ホタル愛好会が主催で畦道を手づくり灯籠で照らすことで、普段とは異なる視点で風景を見ることにより地域を再発見するのが目的。[12]

## エリア内の道の駅
- 道の駅みしょうMIC
- 道の駅広見森の三角ぼうし
- 道の駅虹の森公園まつの
- 道の駅うわじま きさいや広場
- 道の駅日吉夢産地
- 道の駅みま
- 道の駅津島やすらぎの里

## ギャラリー

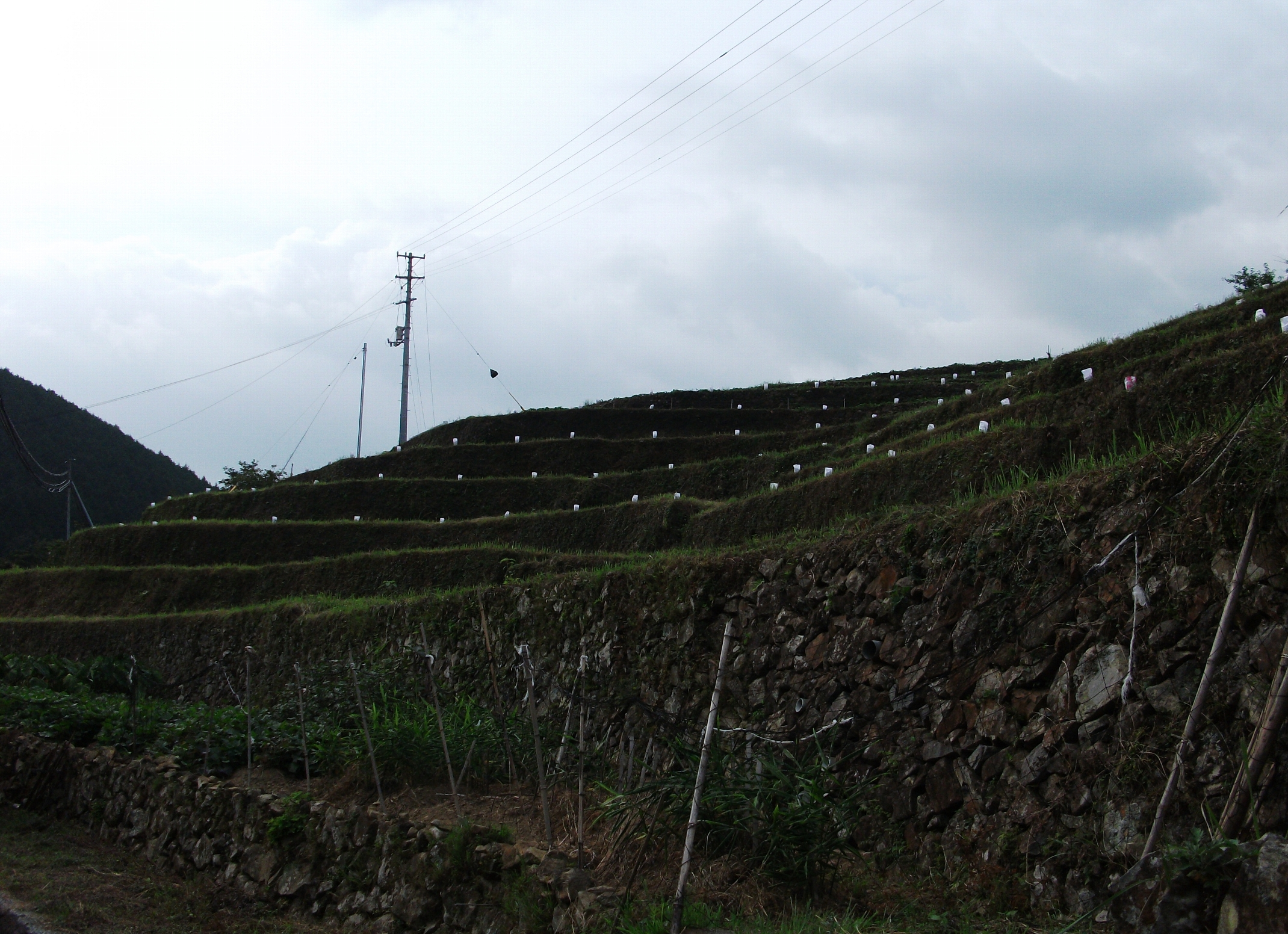
愛南町山出 愛南町山出で撮影
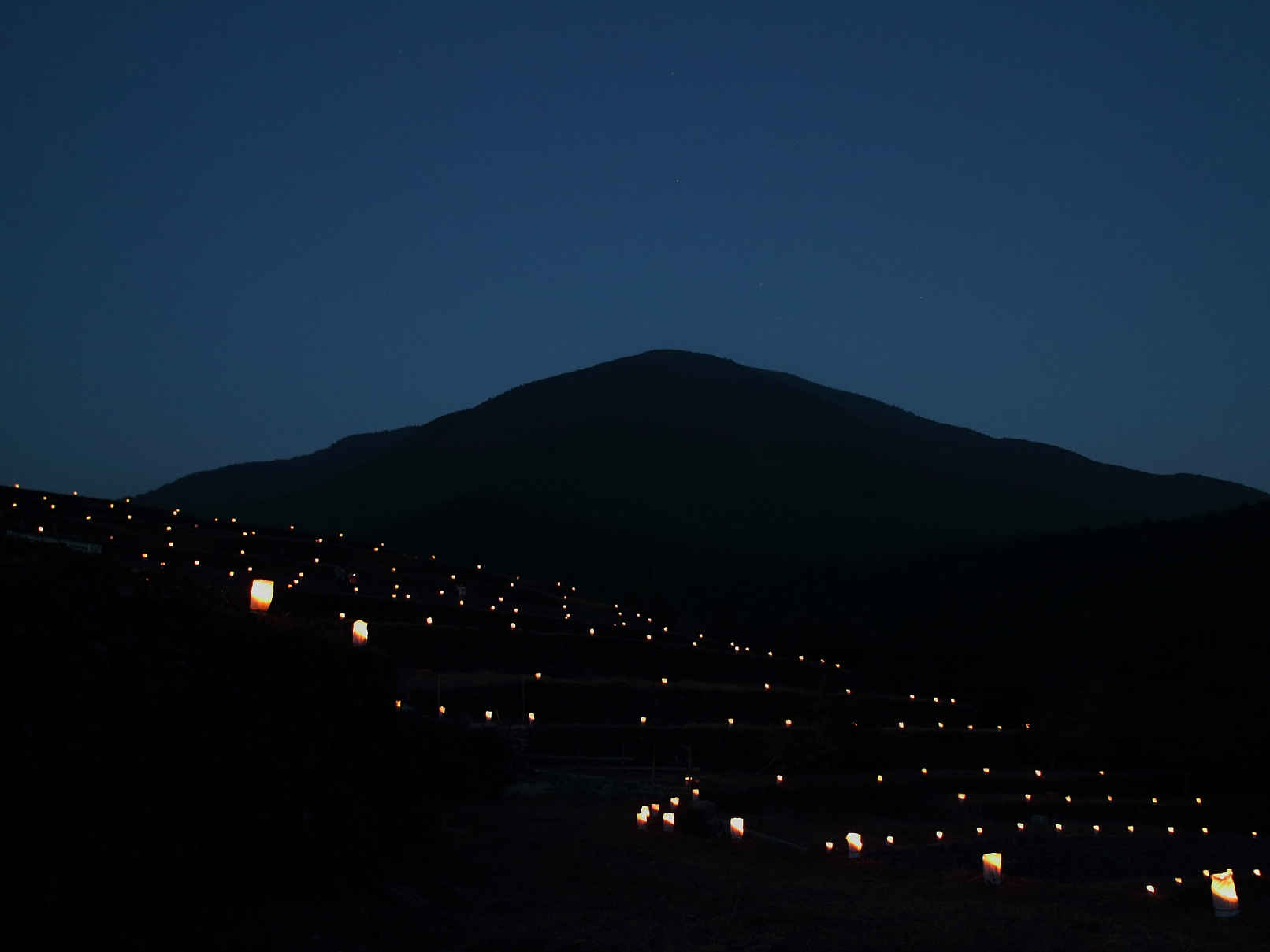
愛南町山出 愛南町山出で201509撮影